# Boox 60

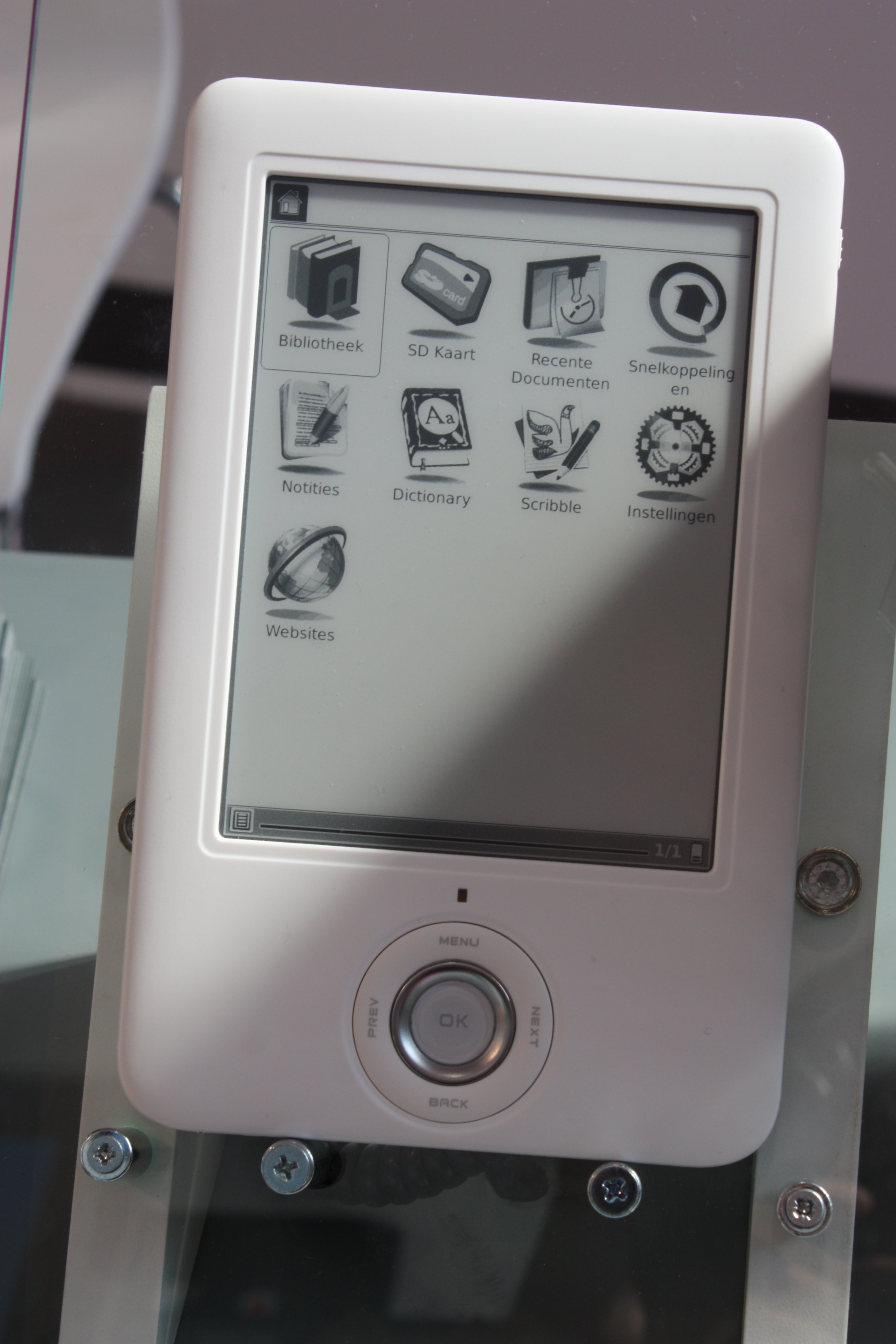
Onyx Boox 60

Boox 60 – e-czytnik (tj. czytnik treści elektronicznej) wykonany w technologii elektronicznego papieru. Zasada jego działania diametralnie różni się od powszechnie stosowanych w elektronice wyświetlaczy LCD. W wyświetlaczu zastosowano elektroniczny tusz (e-ink), który sterowany polem elektromagnetycznym tworzy dowolne wzory na powierzchni ekranu. Dzięki wyeliminowaniu elementów świecących oraz konieczności ciągłego odświeżania obrazu, uzyskano ekran nie męczący wzroku i zapewniający dobry obraz, nawet w pełnym słońcu. Pod względem wygody użytkowania, elektroniczny papier nie różni się od zadrukowanej kartki.
Producentem tego urządzenia jest chińska firma Onyx International Inc. Czytnik pojawił się na rynku w 2009 roku. Spotykany w różnych krajach firmowany innymi nazwami jak: Bebook Neo, Wolder Boox czy Simplicissimus Boox.

## Specyfikacja urządzenia
- ekran: 
  - 6" E Ink Vizplex EPD nowsze wersje E Ink Pearl EPD
  - 8 odcieni szarości (w nowszych wersjach 16),
  - ekran dotykowy w technologii WACOM z możliwością swobodnego pisania rysikiem po całej powierzchni
- procesor: 532 Mhz,
- pamięć RAM 128 MB,
- wewnętrzna Pamięć flash: 512 MB,
- obudowa wykonana z poliwęglanowych i aluminiowych elementów.
- porty zewnętrzne:
  - USB 2.0,
  - 3.5mm wyjście słuchawkowe stereo,
  - port kart pamięci SD/MMC z obsługą SDIO oraz SDHC,
  - obsługa sieci bezprzewodowych Wi-Fi w standardach szyfrowania: WEP, WPA-PSK,WPA2-PSK lub bez szyfrowania.
- bateria: 
  - 1600mAh Li-Polymer przy jednorazowym pełnym naładowaniu wystarcza nawet na kilka tygodni użytkowania,

## Oprogramowanie
- przeglądarki obsługujące formaty: 
  - PDF z funkcją reflow
  - TXT
  - HTML
  - MOBIPOCKET (PRC/MOBI)
  - EPUB
  - CHM
  - DOC
  - RTF
  - FB2
  - PDB
  - DjVu
  - JPG
  - GIF
  - BMP
  - TIFF
  - MP3
- interfejs użytkownika w wielu językach, w tym polskim,
- obsługa e-książek zabezpieczonych za pomocą DRM (formaty PDF i EPUB)
- przeglądarka internetowa z obsługą HTTPS,
- dostęp on-line do księgarni internetowej Legimi, z której można kupować publikacje wprost do urządzenia
- możliwość manipulacji wielkością i krojem czcionki oraz interlinii w tekście,
- przybliżanie/oddalanie,
- tworzenie dowolnej ilości zakładek w książkach,
- interaktywny spis treści (możliwość szybkiego przeskakiwania do konkretnych rozdziałów),
- wyszukiwanie słów kluczowych w księgozbiorze (niezastąpione w przypadku na przykład słowników),
- kilka opcji prezentacji katalogu książek (lista tytułów, okładek, lista szczegółowa)
- możliwość tworzenia dowolnych (również „odręcznych” adnotacji w treści),
- odręczne notatki lub szkice,
- słowniki (w formacie StarDict) dostępne z poziomu czytanego tekstu,
- synteza mowy w języku polskim, dostępny od wersji 1.4 oprogramowania